# Quercus austrina
Quercus austrina är en bokväxtart som beskrevs av John Kunkel Small. Quercus austrina ingår i släktet ekar, och familjen bokväxter. Inga underarter finns listade.